# Idioma de Signos Nicaragüense
Die Idioma de Signos Nicaragüense oder (Namen in es.wikipedia.org) Lengua de señas nicaragüense oder Idioma de señas de Nicaragua (ISN; span. für ,nicaraguanische Gebärdensprache‘) ist eine in Nicaragua verwendete Gebärdensprache. Ende der 1970er bis Mitte der 1980er Jahre wurde sie dort von gehörlosen Schulkindern spontan entwickelt.
Diese Sprache ist für Linguisten von besonderem Interesse, da sie die Möglichkeit bietet, die Entstehung einer neuen Sprache zu untersuchen.

## Geschichte
Vor den 1970er Jahren begegneten sich Gehörlose in Nicaragua kaum. Sie lebten größtenteils voneinander isoliert und nutzten einfache Gesten und Gebärden, um sich mit ihren Familien und Freunden zu verständigen.
Erst 1977 entstanden Bedingungen, wie sie für die Herausbildung einer Sprache notwendig sind, als ein Sonderschulzentrum in San Judas, einem Stadtteil von Managua, ein Ausbildungsprogramm initiierte, an dem zunächst 50 junge Gehörlose teilnahmen. Bis 1979, als die Sandinistas an die Macht kamen, stieg die Anzahl der Schüler auf 100. 1980 wurde in Villa Libertad, einem anderen Stadtteil von Managua, eine Berufsschule für Gehörlose eröffnet. 1983 hatten beide Schulen zusammen 400 Schüler.
Ursprünglich war die Verständigung auf gesprochenes Spanisch und Lippenlesen sowie die Verwendung eines Fingeralphabets ausgerichtet. Der Plan hatte allerdings wenig Erfolg, denn die meisten Schüler waren nicht in der Lage, auf diese Weise Wörter zu bilden. Da sie dadurch von ihren Lehrern abgeschnitten waren, entwickelten die Schüler während der Pausen und im Schulbus ein System zur Verständigung untereinander. Dabei bildete sich durch Kombination von Gesten und zu Hause entwickelter Gebärden zunächst eine Pidgin-Sprache (d. h. eine reduzierte Sprachform) heraus, die sich schnell zu einer Kreolsprache (d. h. eine Sprache, die in einer Sprachkontaktsituation aus mehreren Sprachen entstanden ist) weiterentwickelte. Die erste Entwicklungsstufe in Form einer Pidgin-Sprache wurde später Lenguaje de Signos Nicaragüense (LSN) genannt und wird von den älteren damaligen Schülern, die zum Zeitpunkt der weiteren Sprachentwicklung die Schule schon beendet hatten, weiterhin benutzt.
Dem Schulpersonal entging zunächst, dass sich vor ihren Augen eine Sprache entwickelte. Es sah in den Gebärden der Schüler nur Mimik und das Versagen, Spanisch zu lernen. Da sie nicht verstanden, was sich die Schüler untereinander sagten, baten sie um Hilfe von außen. Im Juni 1986 kontaktierte das Bildungsministerium Nicaraguas die US-amerikanische Linguistin Judy Shepard-Kegl, eine Spezialistin für die American Sign Language (ASL). Sie und andere Forscher fanden heraus, dass die pidginartige Sprache der älteren Schüler (LSN) von den jüngeren Schülern auf ein komplexeres Niveau gebracht worden war, das die Kongruenz der Verben und eine feste grammatische Struktur beinhaltete. Diese komplexe Form der Gebärdensprache wird heute Idioma de Signos Nicaragüense (ISN) genannt.
Durch Artikel in Science und anderen Magazinen wurde ISN auch über Fachkreise hinaus bekannt.

## Linguistik
Für Linguisten ist die Entwicklungsgeschichte von ISN ungewöhnlich, da sich hier eine Sprache ohne eine Gemeinschaft erwachsener Muttersprachler entwickelt hat. Normalerweise entwickeln sich Kreolsprachen aber aus einer pidgin-artigen Mischung (mindestens) zweier Sprachen, welche wiederum von zahlreichen Sprechern fließend beherrscht werden. Die ISN hingegen wurde von einer Gruppe junger Menschen entwickelt, die vorher lediglich Gesten und nicht fest definierte Gebärden verwandt hatten.
Einige Linguisten betrachten dies als Beweis für die Theorie der Universalgrammatik, wonach es im menschlichen Gehirn ein spezielles Sprachentwicklungszentrum (LAD, englisch: language acquisition device) gibt. „Der nicaraguanische Fall ist absolut einzigartig in der Geschichte“, behauptet Steven Pinker, Autor des Buches The Language Instinct (deutsch: „Der Sprachinstinkt“).

“The Nicaraguan case is absolutely unique in history. We’ve been able to see how it is that children — not adults — generate language, and we have been able to record it happening in great scientific detail. And it’s the first and only time that we’ve actually seen a language being created out of thin air.”

„Der nicaraguanische Fall ist absolut einzigartig in der Geschichte. Wir konnten beobachten, wie Kinder – nicht Erwachsene – eine Sprache generieren, und wir waren in der Lage, dies mit großer wissenschaftlicher Detailgenauigkeit aufzuzeichnen. Und es ist das erste und einzige Mal, dass wir beobachten konnten, wie eine Sprache aus dem Nichts heraus entsteht.“

Dem widerspricht William Stokoe, der Begründer der linguistischen Erforschung von ASL. Er bezweifelt die Behauptung, ISN sei gänzlich ohne äußeren Einfluss durch das Spanische bzw. durch ASL entstanden. Dies sei durch die vorliegenden Daten nicht bewiesen, sondern sei vielmehr Spekulation. Nur im ersten Stadium der Sprachentwicklung sei ein fehlender Zugang zum Spanischen bzw. ASL nachgewiesen, im weiteren Verlauf hingegen habe es zahlreiche Möglichkeiten zum Austausch mit anderen Sprachen gegeben. Auch ist fraglich, ob die Gebärden und Gesten unter sprechenden Nicaraguanern wirklich nicht fest definiert sind, und unklar, wie groß deren Einfluss auf ISN ist.
Seit 1990 wird die einzigartige Sprache ISN mitsamt ihrer Sprechergemeinschaft auch von etlichen anderen Forschern untersucht, darunter Ann und Richard Senghas, Marie Coppola und Laura Polich. Obwohl jeder von ihnen eine eigene Theorie zur Entstehung und Entwicklung der ISN hat, so stimmen sie doch darin überein, dass dieses Phänomen bislang eine der reichhaltigsten Datenquellen über die Herausbildung einer Sprache ist.

## Kontroversen

### Seit wann ist es eine Sprache?
Die Wissenschaft ist sich uneins, ab welchem Entwicklungsstadium die ISN als vollständig herausgebildete Sprache zu bezeichnen ist. Marie Coppola zufolge enthalten die vormals voneinander isolierten Systeme der Gebärdenkommunikation, die in die Entwicklung der ISN einflossen, bereits Bestandteile, die als Sprache zu bezeichnen sind.
Judy Kegl hingegen meint, erst die erste „Generation“ junger Schüler habe eine vollwertige Sprache erlernt, nachdem sie mit einem gestischen Kommunikationssystem konfrontiert wurde, das vorher in einem Zwischenstadium von den älteren Schülern entwickelt worden sei und das erstere mit einer lernenswerten Sprache verwechselt haben. Danach haben sie eine vollwertige Sprache erlernt, so reichhaltig wie jede andere Sprache auch; die darauf folgenden Veränderungen seien der zu erwartende Lauf der Dinge.
Ann Senghas denkt, dass die weitere Komplexität der ISN nach deren Entstehung durch die Beiträge junger Sprachlernender entstand.

### Sprachimperialismus/Ethische Kontroverse
Vom Beginn ihrer Untersuchungen in Nicaragua im Jahre 1986 bis zu dem Zeitpunkt, an dem die ISN gut etabliert war, vermied es Judy Kegl, Elemente aus anderen ihr bekannten Gebärdensprachen einzuführen, insbesondere aus der American Sign Language (ASL).
Dies stand im Widerspruch zur nicht unüblichen, von ihr als sprachimperialistisch empfundenen Praxis, die ASL in anderen Ländern einzuführen, oftmals unter Verdrängung einer vorher existierenden Gebärdensprache.
Judy Kegl hingegen wollte die ISN untersuchen und dokumentieren, ohne sie zu verändern oder gar zu ersetzen. Der Kontakt gehörloser Nicaraguaner mit fremden Gehörlosensprachen wurde von ihr weder gefördert noch behindert. So konnte sie Kontakte zu und Beeinflussungen durch Sprecher anderer Gehörlosensprachen dokumentieren, die in den 1990er Jahren begannen und noch andauern – so wie sich auch andere Sprachen beeinflussen, die miteinander in Kontakt sind.
Einige Experten störten sich an dieser, wie sie es ausdrücken, „Ethik der Isolierung nicaraguanischer Kinder“. Die Professorin für Philosophie Felicia Ackerman äußerte ihre Einwände in einem Brief an The Times; bezüglich Kegls Angst, „eine einheimische Sprache zu vernichten“, schreibt sie: „Offensichtlich vernichtet sie lieber die Lebenschancen dieser Kinder, indem sie verhindert, dass sie mit der Außenwelt kommunizieren können“.
Judy Kegl hat allerdings in Zusammenarbeit mit ihrem Mann und ihrer Gesellschaft Nicaraguan Sign Language Projects, Inc. auch Geld beschafft, um eine Gehörlosenschule an der Atlantikküste Nicaraguas einzurichten, die ausschließlich gehörlose Lehrer beschäftigt. Dort werden auch Lehrer für andere Gehörlosenschulen in Nicaragua ausgebildet. Damit bekamen etliche gehörlose Studenten und Lehrer die Chance, in die USA zu gehen, um dort eine weitergehende Ausbildung zu absolvieren; anderen wurde der Besuch von Konferenzen ermöglicht, beispielsweise die The Theoretical Issues in Linguistic Research Conference in Amsterdam und die Deaf Way II in Washington, D.C.

### Schriftlichkeit
Richard Senghas benutzte 1997 die Beschreibungen „nicht sprechbar und nicht schreibbar“ im Titel seiner Dissertation, um die allgemein übliche, irrtümliche Annahme aufzuzeigen, Sprachen ohne Schriftlichkeit seien keine vollwertigen Sprachen. Aus diesem Grund wird den Gebärdensprachen oftmals die Anerkennung versagt, da sie weder gesprochen noch geschrieben werden. Senghas hat dennoch nie behauptet, die ISN sei nicht schreibbar, wie dies oft von Menschen vermutet wird, die sich vorher nicht mit Gebärdensprachen auseinandergesetzt haben. Seit 1996 wird die ISN von Nicaraguanern sowohl handschriftlich als auch auf Computern mit Hilfe von SignWriting geschrieben. Aktuell ist ISN die Gebärdensprache mit dem größten Umfang an schriftlich verfügbaren Texten.